# Berlin-Ichthyosaur State Park
Der Berlin-Ichthyosaur State Park ist ein State Park im Nye County in Nevada. Der seit 1957 existierende State Park liegt an einem Ausläufer der Shoshone-Mountains etwa 35 km östlich von Gabbs an der Nevada State Route 844 und umfasst eine Fläche von 6,23 km².
Thematisch ist der Park zweigeteilt. Auf dem Gebiet befinden sich sowohl die größte Lagerstätte fossiler Ichthyosaurier („Fischsaurier“) in Nordamerika als auch die historische Bergbausiedlung und heutige Geisterstadt Berlin. Die Ichthyosaurier-Fundstätte wurde im Mai 1973 zusätzlich als National Natural Landmark eingetragen.

## Geisterstadt Berlin und ehemalige Diana-Goldmine
Hauptartikel: Berlin Historic District

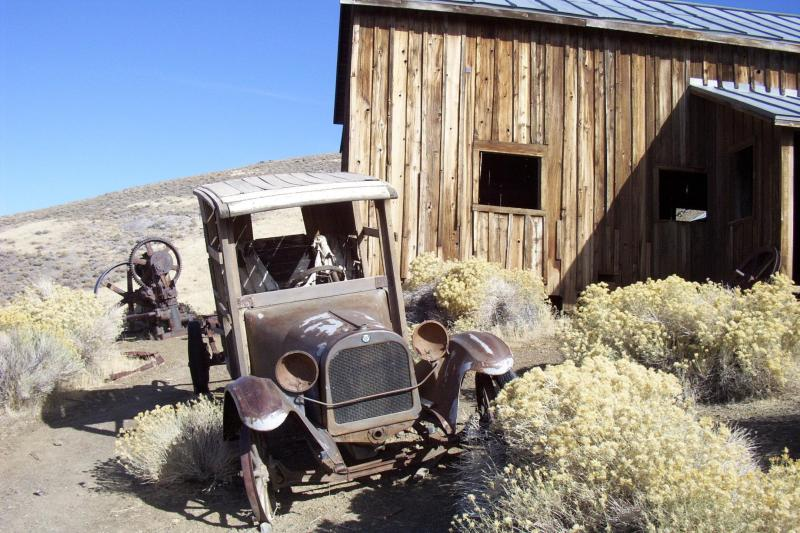
Rostiges Autowrack in der Geisterstadt Berlin

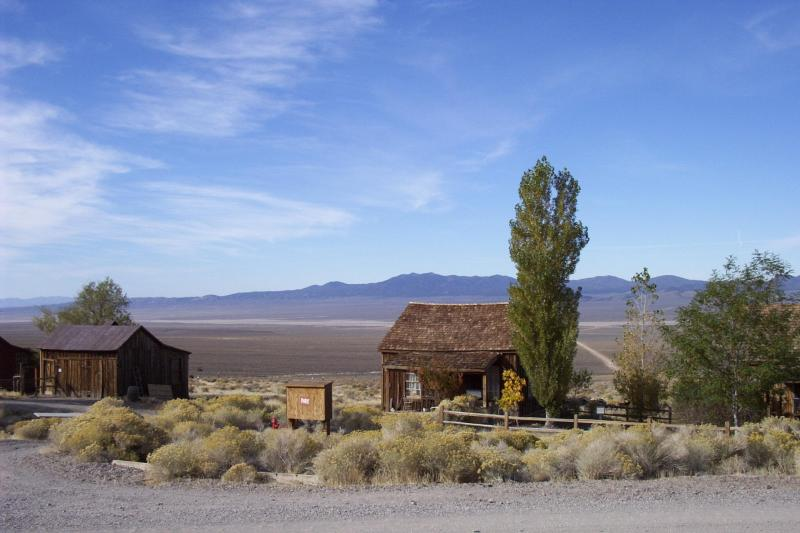
Blick von Berlin auf das Ione-Tal

Die ersten Bergbauaktivitäten in der Gegend waren schon im Mai 1863 zu beobachten, als eine kleine Gruppe von Prospektoren Silber im Union Canyon entdeckten und ein kleines Camp errichteten. Im folgenden Jahr wurde der Union Mining District mit den Siedlungen Union, Ione, Grantsville und etwas später Berlin gegründet. Der erste Schürfbericht aus dem Berlin Canyon lag bereits 1869 vor, aber es dauerte noch bis 1896, bis die Mine richtig lief. Die offizielle Gründung von Berlin erfolgte 1897. Bis 1905 hatten sich bis zu 300 Einwohner eingefunden. 1907 führte ein Bergarbeiterstreik um höhere Löhne zum Bankrott von The Atlantic and Pacific Mining Company und die Arbeiter wanderten in den Folgejahren ab. 1911 wurde die Ortschaft aufgelöst. Im State Park stehen noch 13 weitgehend erhaltene Gebäude und verschiedene Maschinenteile.

## Ichthyosaurier-Fundstätte

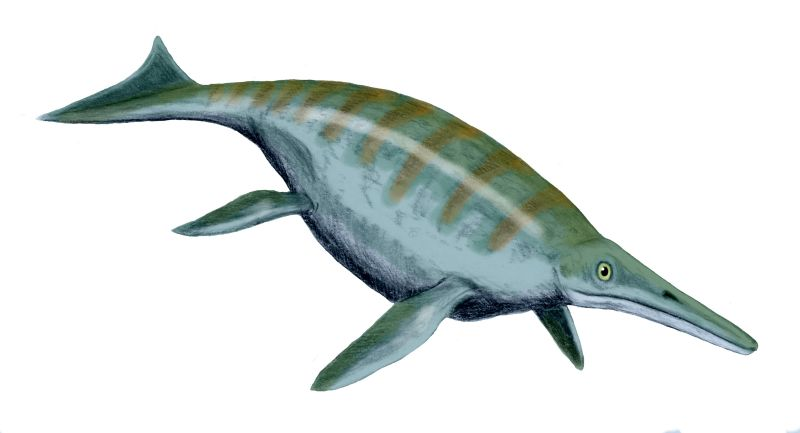
Lebendrekonstruktion des Shonisaurus

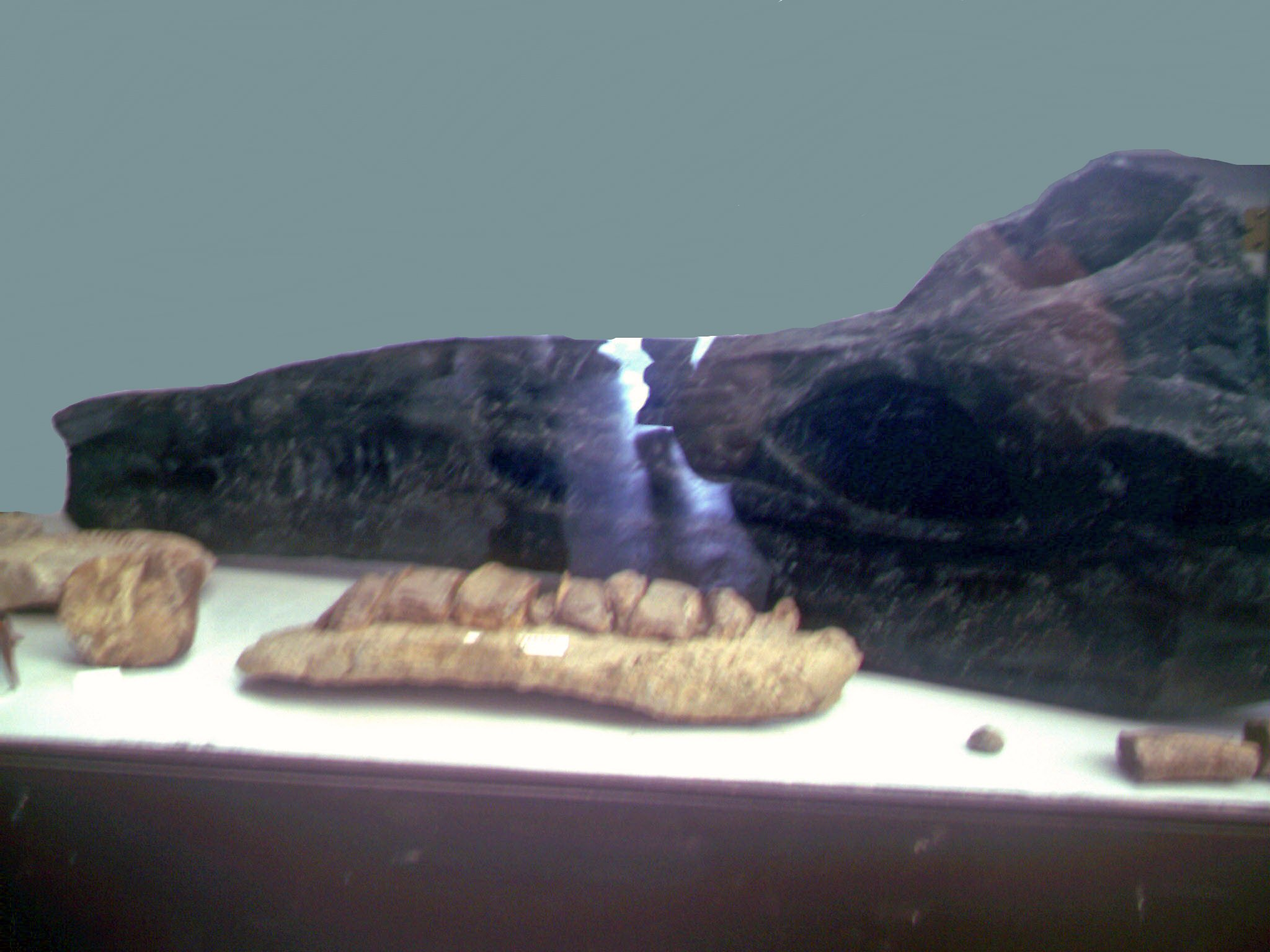
Schädel und Kieferteile eines Ichthyosauriers im „Fossil Shelter“

Bereits 1928 wurden auf dem Gelände von Siemon Muller erste Entdeckungen dieser Meeresreptilien der Obertrias gemacht, die durch natürliche Erosion bereits teilweise freigelegt waren. 1953–1957 fanden unter der Leitung von Charles Lewis Camp und Samuel Paul Welles umfangreiche wissenschaftliche Ausgrabungen der University of California statt, deren Ergebnisse noch im gleichen Jahr 1957 zur offiziellen Ernennung als State Park führten.
Mit dem „Ichthyosaur Fossil Shelter“ gibt es eine überdachte Fundstätte mit freigelegten Ichthyosauriern. Darunter befindet sich das größte bislang in den USA gefundene Exemplar. Unter dem Namen Shonisaurus popularis, benannt nach den Shoshone Mountains, gingen die Saurier in die Literatur ein und wurden 1977 zum Staatsfossil von Nevada ernannt. Die Shonisaurier erreichten Ausmaße von 15 Metern Länge und 40 Tonnen Gewicht. Eines der großen Exemplare ist im Nevada State Museum and Historical Society in Las Vegas ausgestellt. Wie es zu einer solchen Anhäufung von 37 Exemplaren an einer Stelle gekommen ist, wurde noch nicht endgültig geklärt. 7 Skelette liegen fast parallel zueinander. Vergleichbares ist nur von gestrandeten Walen bekannt.

## Flora und Fauna

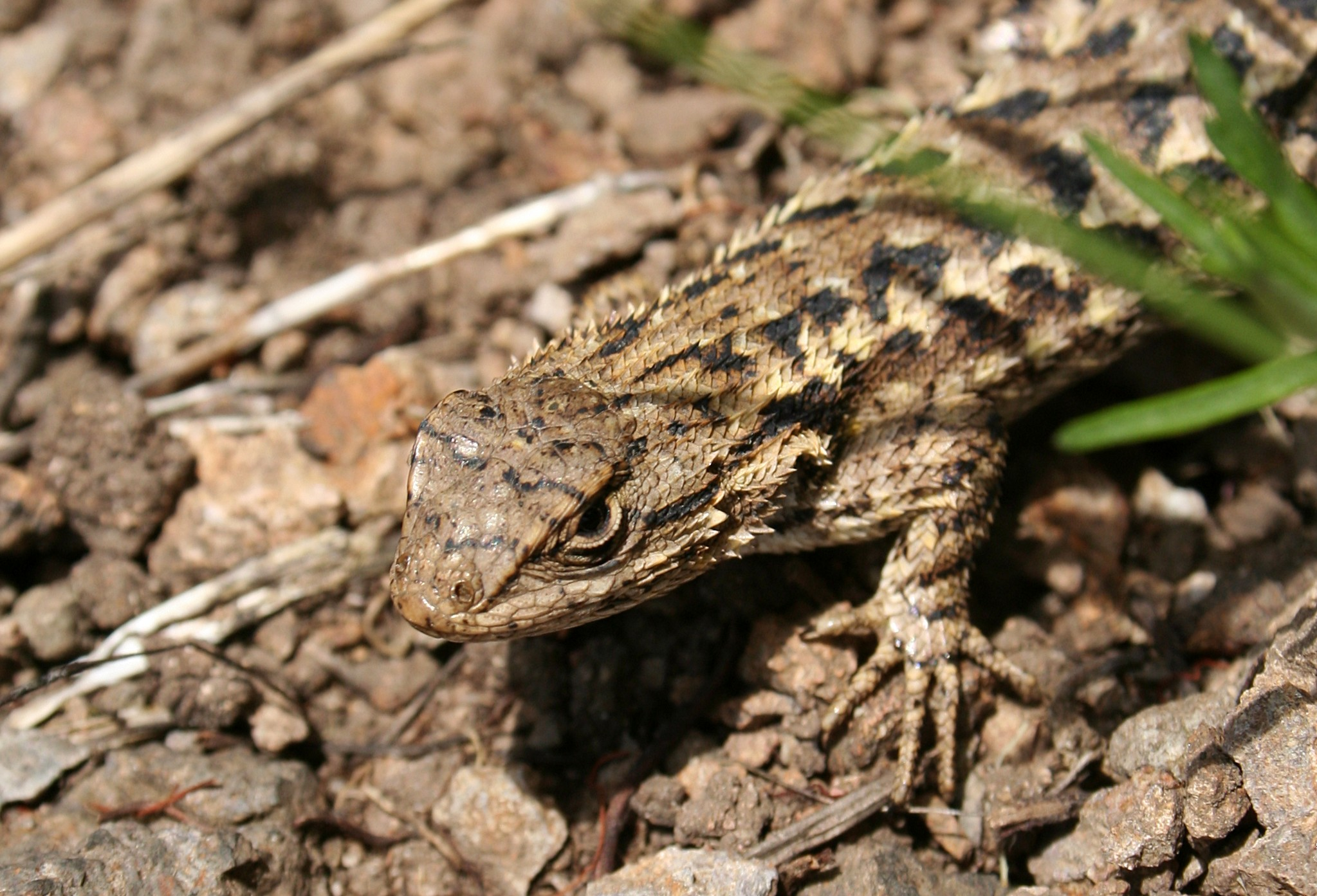
Westlicher Zaunleguan (Sceloporus occidentalis)

Die Landschaft des State Parks wird in der Ebene vom Big Sagebrush, einer Beifußart, dominiert, während in den höheren Lagen Wacholdersträucher und Pinyon-Kiefern vergesellschaftet sind. Maultierhirsch, Eselhase, Baumwollschwanzkaninchen, Blaukehl-Hüttensänger, Nacktschnabelhäher, Chukarhuhn, Schienenechsen wie Cnemidophorus uniparens und den Westlichen Zaunleguan, sowie Klapperschlangen und die Natter Pituophis catenifer gehören zum Artenbestand des Parks.